# العلاقات الإيطالية الجنوب إفريقية
العلاقات الإيطالية الجنوب أفريقية هي العلاقات الثنائية التي تجمع بين إيطاليا وجنوب أفريقيا.

## مقارنة بين البلدين
هذه مقارنة عامة ومرجعية للدولتين:
| وجه المقارنة                                              | إيطاليا                                                  | جنوب أفريقيا |
| --------------------------------------------------------- | -------------------------------------------------------- | --- |
| المساحة (كم2)                                             | 301.34 ألف                                               | 1.22 مليون |
| عدد السكان (نسمة)                                         | 60.60 مليون                                              | 57.73 مليون |
| الكثافة السكانية (ن./كم²)                                 | 201.1                                                    | 47.32 |
| العاصمة                                                   | روما، فلورنسا، تورينو                                    | بريتوريا، بلومفونتين، كيب تاون |
| اللغة الرسمية                                             | اللغة الإيطالية                                          | لغة إنجليزية، اللغة الأفريقانية، اللغة النديبلي الجنوبية، اللغة السوثو الشمالية، اللغة السوتية، لغة سوازي، اللغة التسونجا، اللغة التسوانية، اللغة الفيندية، اللغة الكوسية، اللغة الزولوية |
| العملة                                                    | يورو، ليرة إيطالية                                       | راند جنوب أفريقي |
| الناتج المحلي الإجمالي (بليون دولار)                      | 1.93 تريليون                                             | 349.42 مليار |
| الناتج المحلي الإجمالي (تعادل القوة الشرائية) بليون دولار | 2.26 تريليون                                             | 725.91 مليار |
| الناتج المحلي الإجمالي الاسمي للفرد دولار أمريكي          | 29.96 ألف                                                | 5.72 ألف |
| الناتج المحلي الإجمالي للفرد دولار أمريكي                 | 35.46 ألف                                                | 13.05 ألف |
| مؤشر التنمية البشرية                                      | 0.873                                                    | 0.666 |
| رمز المكالمات الدولي                                      | +39                                                      | +27 |
| رمز الإنترنت                                              | .it                                                      | .za |
| المنطقة الزمنية                                           | توقيت وسط أوروبا، ت ع م+01:00، ت ع م+02:00، أوروبا/روما ‏ | ت ع م+02:00، أفريقيا/جوهانسبرغ ‏ |

## مدن متوأمة
في ما يلي قائمة باتفاقيات التوأمة بين مدن إيطالية وجنوب أفريقية:
- ترتبط روما مع جوهانسبرغ باتفاقية توأمة منذ 1956.
- ترتبط ريدجو إميليا مع بولوكوان باتفاقية توأمة منذ 2 يونيو 1972.

## منظمات دولية مشتركة
يشترك البلدان في عضوية مجموعة من المنظمات الدولية، منها:
| علم المنظمة | اسم المنظمة                        | تاريخ انضمام إيطاليا | تاريخ انضمام جنوب أفريقيا |
| ----------- | ---------------------------------- | -------------------- | ------------------------- |
|             | مجموعة العشرين                     | ?                    | ?                         |
|             | منظمة التجارة العالمية             | 1995                 | 1995                      |
|             | الاتحاد البريدي العالمي            | ?                    | ?                         |
|             | مجموعة الموردين النوويين           | ?                    | ?                         |
|             | يونسكو                             | ?                    | 4 نوفمبر 1946             |
|             | الفريق المعني برصد الأرض           | ?                    | ?                         |
|             | مؤسسة التمويل الدولية              | 27 ديسمبر 1956       | 3 أبريل 1957              |
|             | منظمة حظر الأسلحة الكيميائية       | ?                    | ?                         |
|             | مؤسسة التنمية الدولية              | 24 سبتمبر 1960       | 12 أكتوبر 1960            |
|             | نظام تحكم تكنولوجيا القذائف        | 1987                 | 1995                      |
|             | وكالة ضمان الاستثمار متعدد الأطراف | 29 أبريل 1988        | 10 مارس 1994              |
|             | الاتحاد الدولي للاتصالات           | 1866                 | 1910                      |
|             | منظمة الشرطة الجنائية الدولية      | ?                    | ?                         |
|             | الأمم المتحدة                      | 14 ديسمبر 1955       | 7 نوفمبر 1945             |
|             | البنك الدولي للإنشاء والتعمير      | 27 مارس 1947         | 27 ديسمبر 1945            |
|             | المنظمة الهيدروغرافية الدولية      | ?                    | ?                         |
|             | البنك الإفريقي للتنمية             | ?                    | ?                         |

## وصلات خارجية
- موقع وزارة الخارجية الإيطالية
- موقع وزارة الخارجية الجنوب أفريقية